# Swilly (fleuve)
La Swilly (en irlandais : An Súileach) est une rivière d'Irlande. Elle prend sa source près de Glendore, une montagne du Comté de Donegal et se dirige vers l'est en traversant la ville de Letterkenny. Longue de 41,8 km, elle se jette dans l'océan Atlantique à Lough Swilly.

## Histoire et exploitation
La Swilly est considérée comme l'une des meilleures rivières pour la pêche au nord-est de l'Irlande.
La rivière est étroite, et empêche le passage des bateaux les plus importants. Le port de Letterkenny a arrêté son exploitation commerciale dans les années 60 et ses entrepôts ont été détruits en 2001.